# Lista di asteroidi (489001-490000)
Di seguito una lista di asteroidi dal numero 489001 al 490000 con data di scoperta e scopritore.

## 489001-489100
| Nome     | Designazione provvisoria | Data di scoperta  | Scopritore        |
| -------- | ------------------------ | ----------------- | ----------------- |
| 489001 - | 2005 UU530               | 23 ottobre 2005   | CSS               |
| 489002 - | 2005 VB                  | 1º ottobre 2005   | Mt. Lemmon Survey |
| 489003 - | 2005 VW1                 | 29 ottobre 2005   | CSS               |
| 489004 - | 2005 VD11                | 3 novembre 2005   | Spacewatch        |
| 489005 - | 2005 VN24                | 24 ottobre 2005   | Spacewatch        |
| 489006 - | 2005 VP27                | 3 novembre 2005   | Mt. Lemmon Survey |
| 489007 - | 2005 VG31                | 4 novembre 2005   | Spacewatch        |
| 489008 - | 2005 VJ61                | 27 ottobre 2005   | CSS               |
| 489009 - | 2005 VO81                | 5 novembre 2005   | Spacewatch        |
| 489010 - | 2005 VH92                | 29 ottobre 2005   | Mt. Lemmon Survey |
| 489011 - | 2005 VR94                | 6 novembre 2005   | Spacewatch        |
| 489012 - | 2005 VN101               | 25 ottobre 2005   | Spacewatch        |
| 489013 - | 2005 VD114               | 10 novembre 2005  | Mt. Lemmon Survey |
| 489014 - | 2005 VS127               | 25 settembre 2005 | Spacewatch        |
| 489015 - | 2005 WY8                 | 21 novembre 2005  | Spacewatch        |
| 489016 - | 2005 WZ16                | 10 novembre 2005  | Mt. Lemmon Survey |
| 489017 - | 2005 WA18                | 22 novembre 2005  | Spacewatch        |
| 489018 - | 2005 WV18                | 22 novembre 2005  | Spacewatch        |
| 489019 - | 2005 WR23                | 28 ottobre 2005   | Mt. Lemmon Survey |
| 489020 - | 2005 WX26                | 21 novembre 2005  | Spacewatch        |
| 489021 - | 2005 WZ27                | 27 ottobre 2005   | Mt. Lemmon Survey |
| 489022 - | 2005 WY44                | 3 novembre 2005   | Spacewatch        |
| 489023 - | 2005 WO45                | 22 novembre 2005  | Spacewatch        |
| 489024 - | 2005 WP66                | 22 novembre 2005  | Spacewatch        |
| 489025 - | 2005 WP67                | 25 ottobre 2005   | Mt. Lemmon Survey |
| 489026 - | 2005 WP68                | 27 ottobre 2005   | Mt. Lemmon Survey |
| 489027 - | 2005 WF80                | 25 novembre 2005  | Mt. Lemmon Survey |
| 489028 - | 2005 WP85                | 5 ottobre 2005    | Spacewatch        |
| 489029 - | 2005 WE109               | 30 novembre 2005  | Spacewatch        |
| 489030 - | 2005 WV134               | 30 ottobre 2005   | Mt. Lemmon Survey |
| 489031 - | 2005 WF135               | 25 novembre 2005  | Mt. Lemmon Survey |
| 489032 - | 2005 WA145               | 25 novembre 2005  | Spacewatch        |
| 489033 - | 2005 WK157               | 25 novembre 2005  | Mt. Lemmon Survey |
| 489034 - | 2005 WK165               | 29 novembre 2005  | Mt. Lemmon Survey |
| 489035 - | 2005 WG166               | 29 novembre 2005  | Mt. Lemmon Survey |
| 489036 - | 2005 WM181               | 25 novembre 2005  | CSS               |
| 489037 - | 2005 XY32                | 4 dicembre 2005   | Spacewatch        |
| 489038 - | 2005 XU59                | 3 dicembre 2005   | Spacewatch        |
| 489039 - | 2005 XU66                | 4 dicembre 2005   | Spacewatch        |
| 489040 - | 2005 XN86                | 8 dicembre 2005   | Spacewatch        |
| 489041 - | 2005 XT86                | 8 dicembre 2005   | Spacewatch        |
| 489042 - | 2005 XV87                | 5 dicembre 2005   | Spacewatch        |
| 489043 - | 2005 YM11                | 30 novembre 2005  | Spacewatch        |
| 489044 - | 2005 YW17                | 23 dicembre 2005  | Spacewatch        |
| 489045 - | 2005 YH40                | 22 dicembre 2005  | Spacewatch        |
| 489046 - | 2005 YF58                | 24 dicembre 2005  | Spacewatch        |
| 489047 - | 2005 YJ64                | 24 dicembre 2005  | Spacewatch        |
| 489048 - | 2005 YP66                | 25 dicembre 2005  | Spacewatch        |
| 489049 - | 2005 YN67                | 25 novembre 2005  | Mt. Lemmon Survey |
| 489050 - | 2005 YE68                | 26 dicembre 2005  | Spacewatch        |
| 489051 - | 2005 YH69                | 1º dicembre 2005  | Mt. Lemmon Survey |
| 489052 - | 2005 YL81                | 2 dicembre 2005   | Mt. Lemmon Survey |
| 489053 - | 2005 YK93                | 27 dicembre 2005  | CSS               |
| 489054 - | 2005 YA96                | 25 dicembre 2005  | Spacewatch        |
| 489055 - | 2005 YT117               | 25 dicembre 2005  | Spacewatch        |
| 489056 - | 2005 YV122               | 24 dicembre 2005  | LINEAR            |
| 489057 - | 2005 YS128               | 27 dicembre 2005  | Spacewatch        |
| 489058 - | 2005 YU165               | 26 dicembre 2005  | Spacewatch        |
| 489059 - | 2005 YP170               | 29 dicembre 2005  | LINEAR            |
| 489060 - | 2005 YP187               | 28 dicembre 2005  | Mt. Lemmon Survey |
| 489061 - | 2005 YB190               | 30 dicembre 2005  | Spacewatch        |
| 489062 - | 2005 YC199               | 25 dicembre 2005  | Mt. Lemmon Survey |
| 489063 - | 2005 YQ207               | 29 dicembre 2005  | Spacewatch        |
| 489064 - | 2005 YB217               | 22 agosto 2004    | Spacewatch        |
| 489065 - | 2005 YO234               | 28 dicembre 2005  | Spacewatch        |
| 489066 - | 2005 YB251               | 28 dicembre 2005  | Spacewatch        |
| 489067 - | 2005 YH264               | 25 dicembre 2005  | Spacewatch        |
| 489068 - | 2005 YC289               | 30 dicembre 2005  | Mt. Lemmon Survey |
| 489069 - | 2006 AF                  | 2 gennaio 2006    | Mt. Lemmon Survey |
| 489070 - | 2006 AJ2                 | 2 gennaio 2006    | Mt. Lemmon Survey |
| 489071 - | 2006 AX5                 | 2 gennaio 2006    | LINEAR            |
| 489072 - | 2006 AK17                | 28 dicembre 2005  | Spacewatch        |
| 489073 - | 2006 AS18                | 22 dicembre 2005  | Spacewatch        |
| 489074 - | 2006 AP19                | 29 dicembre 2005  | LINEAR            |
| 489075 - | 2006 AV28                | 5 dicembre 2005   | Mt. Lemmon Survey |
| 489076 - | 2006 AR38                | 7 gennaio 2006    | Spacewatch        |
| 489077 - | 2006 AW38                | 7 gennaio 2006    | Mt. Lemmon Survey |
| 489078 - | 2006 AN50                | 5 gennaio 2006    | Spacewatch        |
| 489079 - | 2006 AA53                | 5 gennaio 2006    | Spacewatch        |
| 489080 - | 2006 AF53                | 28 dicembre 2005  | Spacewatch        |
| 489081 - | 2006 AK66                | 9 gennaio 2006    | Spacewatch        |
| 489082 - | 2006 AY76                | 5 gennaio 2006    | Spacewatch        |
| 489083 - | 2006 AZ93                | 7 gennaio 2006    | Mt. Lemmon Survey |
| 489084 - | 2006 AF101               | 7 gennaio 2006    | Mt. Lemmon Survey |
| 489085 - | 2006 AU104               | 7 gennaio 2006    | Mt. Lemmon Survey |
| 489086 - | 2006 BU12                | 5 gennaio 2006    | Mt. Lemmon Survey |
| 489087 - | 2006 BQ21                | 5 dicembre 2005   | Mt. Lemmon Survey |
| 489088 - | 2006 BL51                | 25 gennaio 2006   | Spacewatch        |
| 489089 - | 2006 BN51                | 25 gennaio 2006   | Spacewatch        |
| 489090 - | 2006 BU57                | 23 gennaio 2006   | Spacewatch        |
| 489091 - | 2006 BL61                | 22 gennaio 2006   | CSS               |
| 489092 - | 2006 BE67                | 23 gennaio 2006   | Spacewatch        |
| 489093 - | 2006 BP69                | 23 gennaio 2006   | Spacewatch        |
| 489094 - | 2006 BC78                | 10 gennaio 2006   | Mt. Lemmon Survey |
| 489095 - | 2006 BX85                | 25 gennaio 2006   | Spacewatch        |
| 489096 - | 2006 BX86                | 25 gennaio 2006   | Spacewatch        |
| 489097 - | 2006 BN94                | 26 gennaio 2006   | Spacewatch        |
| 489098 - | 2006 BV109               | 25 gennaio 2006   | Spacewatch        |
| 489099 - | 2006 BL182               | 27 gennaio 2006   | Mt. Lemmon Survey |
| 489100 - | 2006 BF186               | 28 gennaio 2006   | Mt. Lemmon Survey |

## 489101-489200
| Nome     | Designazione provvisoria | Data di scoperta  | Scopritore        |
| -------- | ------------------------ | ----------------- | ----------------- |
| 489101 - | 2006 BJ188               | 28 gennaio 2006   | Spacewatch        |
| 489102 - | 2006 BB202               | 31 gennaio 2006   | Spacewatch        |
| 489103 - | 2006 BO210               | 31 gennaio 2006   | Mt. Lemmon Survey |
| 489104 - | 2006 BQ213               | 22 gennaio 2006   | CSS               |
| 489105 - | 2006 BS217               | 28 gennaio 2006   | CSS               |
| 489106 - | 2006 BG219               | 28 gennaio 2006   | Mt. Lemmon Survey |
| 489107 - | 2006 BS222               | 5 gennaio 2006    | Mt. Lemmon Survey |
| 489108 - | 2006 BD232               | 31 gennaio 2006   | Spacewatch        |
| 489109 - | 2006 BL234               | 31 gennaio 2006   | Spacewatch        |
| 489110 - | 2006 BY238               | 31 gennaio 2006   | Mt. Lemmon Survey |
| 489111 - | 2006 BX242               | 25 gennaio 2006   | Spacewatch        |
| 489112 - | 2006 BM244               | 31 gennaio 2006   | Spacewatch        |
| 489113 - | 2006 BE249               | 31 gennaio 2006   | Spacewatch        |
| 489114 - | 2006 BF250               | 26 gennaio 2006   | Mt. Lemmon Survey |
| 489115 - | 2006 BZ268               | 6 dicembre 2005   | Mt. Lemmon Survey |
| 489116 - | 2006 BA281               | 26 gennaio 2006   | Spacewatch        |
| 489117 - | 2006 CC2                 | 1º febbraio 2006  | Spacewatch        |
| 489118 - | 2006 CU9                 | 10 novembre 2005  | Spacewatch        |
| 489119 - | 2006 CT25                | 23 gennaio 2006   | Mt. Lemmon Survey |
| 489120 - | 2006 CG37                | 2 febbraio 2006   | Mt. Lemmon Survey |
| 489121 - | 2006 CM42                | 2 febbraio 2006   | Spacewatch        |
| 489122 - | 2006 CS46                | 3 febbraio 2006   | Spacewatch        |
| 489123 - | 2006 CX46                | 6 dicembre 2005   | Mt. Lemmon Survey |
| 489124 - | 2006 CS67                | 7 febbraio 2006   | Spacewatch        |
| 489125 - | 2006 DZ19                | 31 gennaio 2006   | Spacewatch        |
| 489126 - | 2006 DY24                | 20 febbraio 2006  | Spacewatch        |
| 489127 - | 2006 DN27                | 20 febbraio 2006  | Spacewatch        |
| 489128 - | 2006 DT33                | 20 febbraio 2006  | Spacewatch        |
| 489129 - | 2006 DX38                | 21 febbraio 2006  | Mt. Lemmon Survey |
| 489130 - | 2006 DF85                | 24 febbraio 2006  | Spacewatch        |
| 489131 - | 2006 DQ94                | 2 febbraio 2006   | Mt. Lemmon Survey |
| 489132 - | 2006 DH96                | 24 febbraio 2006  | Spacewatch        |
| 489133 - | 2006 DV101               | 1º febbraio 2006  | Mt. Lemmon Survey |
| 489134 - | 2006 DG103               | 26 gennaio 2006   | Mt. Lemmon Survey |
| 489135 - | 2006 DA107               | 25 febbraio 2006  | Mt. Lemmon Survey |
| 489136 - | 2006 DM108               | 30 settembre 2003 | Spacewatch        |
| 489137 - | 2006 DC115               | 27 febbraio 2006  | Spacewatch        |
| 489138 - | 2006 DO123               | 30 gennaio 2006   | Spacewatch        |
| 489139 - | 2006 DH135               | 25 febbraio 2006  | Mt. Lemmon Survey |
| 489140 - | 2006 DV139               | 25 febbraio 2006  | Spacewatch        |
| 489141 - | 2006 DL142               | 25 febbraio 2006  | Spacewatch        |
| 489142 - | 2006 DB146               | 25 febbraio 2006  | Mt. Lemmon Survey |
| 489143 - | 2006 DL152               | 25 febbraio 2006  | Mt. Lemmon Survey |
| 489144 - | 2006 DG155               | 25 febbraio 2006  | Spacewatch        |
| 489145 - | 2006 DM157               | 27 febbraio 2006  | Spacewatch        |
| 489146 - | 2006 DJ165               | 27 febbraio 2006  | Spacewatch        |
| 489147 - | 2006 DJ172               | 27 febbraio 2006  | Spacewatch        |
| 489148 - | 2006 DN172               | 7 gennaio 2006    | Mt. Lemmon Survey |
| 489149 - | 2006 DZ173               | 27 febbraio 2006  | Spacewatch        |
| 489150 - | 2006 DU177               | 27 febbraio 2006  | Mt. Lemmon Survey |
| 489151 - | 2006 DR193               | 28 febbraio 2006  | Mt. Lemmon Survey |
| 489152 - | 2006 DC217               | 27 febbraio 2006  | Spacewatch        |
| 489153 - | 2006 EF10                | 2 marzo 2006      | Spacewatch        |
| 489154 - | 2006 EN11                | 2 marzo 2006      | Spacewatch        |
| 489155 - | 2006 EL16                | 2 marzo 2006      | Spacewatch        |
| 489156 - | 2006 ES23                | 3 marzo 2006      | Spacewatch        |
| 489157 - | 2006 EW24                | 3 marzo 2006      | Spacewatch        |
| 489158 - | 2006 EC27                | 25 febbraio 2006  | Mt. Lemmon Survey |
| 489159 - | 2006 EE38                | 4 marzo 2006      | Spacewatch        |
| 489160 - | 2006 EK38                | 4 marzo 2006      | Spacewatch        |
| 489161 - | 2006 EY46                | 4 marzo 2006      | Spacewatch        |
| 489162 - | 2006 ET53                | 3 marzo 2006      | Mt. Lemmon Survey |
| 489163 - | 2006 ET67                | 1º febbraio 2006  | Spacewatch        |
| 489164 - | 2006 FW2                 | 23 marzo 2006     | Spacewatch        |
| 489165 - | 2006 FA9                 | 23 marzo 2006     | Spacewatch        |
| 489166 - | 2006 FS20                | 24 marzo 2006     | Bickel, W.        |
| 489167 - | 2006 FL22                | 2 marzo 2006      | Spacewatch        |
| 489168 - | 2006 FU28                | 24 marzo 2006     | Mt. Lemmon Survey |
| 489169 - | 2006 FF30                | 24 marzo 2006     | Mt. Lemmon Survey |
| 489170 - | 2006 FQ37                | 25 marzo 2006     | CSS               |
| 489171 - | 2006 FT40                | 28 febbraio 2006  | Mt. Lemmon Survey |
| 489172 - | 2006 FX40                | 26 marzo 2006     | Mt. Lemmon Survey |
| 489173 - | 2006 GA6                 | 2 aprile 2006     | Spacewatch        |
| 489174 - | 2006 GP18                | 25 marzo 2006     | Mt. Lemmon Survey |
| 489175 - | 2006 GC27                | 25 marzo 2006     | Spacewatch        |
| 489176 - | 2006 GG27                | 25 marzo 2006     | Spacewatch        |
| 489177 - | 2006 GB33                | 7 aprile 2006     | Spacewatch        |
| 489178 - | 2006 GB41                | 24 marzo 2006     | LINEAR            |
| 489179 - | 2006 GY46                | 24 marzo 2006     | Spacewatch        |
| 489180 - | 2006 GG54                | 9 aprile 2006     | Mt. Lemmon Survey |
| 489181 - | 2006 HB4                 | 25 febbraio 2006  | Mt. Lemmon Survey |
| 489182 - | 2006 HG10                | 19 aprile 2006    | Spacewatch        |
| 489183 - | 2006 HA14                | 19 aprile 2006    | Mt. Lemmon Survey |
| 489184 - | 2006 HT16                | 19 aprile 2006    | Spacewatch        |
| 489185 - | 2006 HO21                | 20 aprile 2006    | Spacewatch        |
| 489186 - | 2006 HZ21                | 20 aprile 2006    | Spacewatch        |
| 489187 - | 2006 HU23                | 20 aprile 2006    | Spacewatch        |
| 489188 - | 2006 HZ27                | 20 aprile 2006    | Spacewatch        |
| 489189 - | 2006 HM46                | 2 aprile 2006     | Spacewatch        |
| 489190 - | 2006 HM63                | 24 aprile 2006    | Spacewatch        |
| 489191 - | 2006 HR72                | 25 aprile 2006    | Spacewatch        |
| 489192 - | 2006 HF74                | 25 aprile 2006    | Spacewatch        |
| 489193 - | 2006 HX74                | 25 aprile 2006    | Spacewatch        |
| 489194 - | 2006 HK75                | 25 aprile 2006    | Spacewatch        |
| 489195 - | 2006 HL75                | 25 aprile 2006    | Spacewatch        |
| 489196 - | 2006 HZ75                | 25 aprile 2006    | Spacewatch        |
| 489197 - | 2006 HC79                | 26 aprile 2006    | Spacewatch        |
| 489198 - | 2006 HF79                | 26 aprile 2006    | Spacewatch        |
| 489199 - | 2006 HS96                | 30 aprile 2006    | Spacewatch        |
| 489200 - | 2006 HS109               | 30 aprile 2006    | Spacewatch        |

## 489201-489300
| Nome     | Designazione provvisoria | Data di scoperta  | Scopritore           |
| -------- | ------------------------ | ----------------- | -------------------- |
| 489201 - | 2006 HS116               | 26 aprile 2006    | Spacewatch           |
| 489202 - | 2006 HJ154               | 30 aprile 2006    | Spacewatch           |
| 489203 - | 2006 JT                  | 3 maggio 2006     | Mt. Lemmon Survey    |
| 489204 - | 2006 JP11                | 1º maggio 2006    | Spacewatch           |
| 489205 - | 2006 JR15                | 2 maggio 2006     | Mt. Lemmon Survey    |
| 489206 - | 2006 JU19                | 2 maggio 2006     | Spacewatch           |
| 489207 - | 2006 JG27                | 1º maggio 2006    | Spacewatch           |
| 489208 - | 2006 JX42                | 2 maggio 2006     | Mt. Lemmon Survey    |
| 489209 - | 2006 JJ45                | 8 aprile 2006     | Spacewatch           |
| 489210 - | 2006 JC50                | 2 maggio 2006     | Mt. Lemmon Survey    |
| 489211 - | 2006 JH74                | 1º maggio 2006    | Wiegert, P. A.       |
| 489212 - | 2006 JN74                | 25 marzo 2006     | Spacewatch           |
| 489213 - | 2006 KX15                | 20 maggio 2006    | Mt. Lemmon Survey    |
| 489214 - | 2006 KA17                | 1º maggio 2006    | CSS                  |
| 489215 - | 2006 KX17                | 21 maggio 2006    | Spacewatch           |
| 489216 - | 2006 KR20                | 17 maggio 2006    | NEAT                 |
| 489217 - | 2006 KG46                | 21 maggio 2006    | Mt. Lemmon Survey    |
| 489218 - | 2006 KJ47                | 6 maggio 2006     | Mt. Lemmon Survey    |
| 489219 - | 2006 KD50                | 21 maggio 2006    | Spacewatch           |
| 489220 - | 2006 KV51                | 21 maggio 2006    | Spacewatch           |
| 489221 - | 2006 KT58                | 3 maggio 2006     | Spacewatch           |
| 489222 - | 2006 KZ60                | 22 maggio 2006    | Spacewatch           |
| 489223 - | 2006 KF62                | 9 maggio 2006     | Mt. Lemmon Survey    |
| 489224 - | 2006 KO62                | 22 maggio 2006    | Spacewatch           |
| 489225 - | 2006 KG74                | 9 maggio 2006     | Mt. Lemmon Survey    |
| 489226 - | 2006 KE75                | 20 maggio 2006    | Spacewatch           |
| 489227 - | 2006 KN106               | 31 maggio 2006    | Mt. Lemmon Survey    |
| 489228 - | 2006 KS109               | 6 maggio 2006     | Spacewatch           |
| 489229 - | 2006 KB120               | 31 maggio 2006    | Spacewatch           |
| 489230 - | 2006 MT7                 | 18 giugno 2006    | Spacewatch           |
| 489231 - | 2006 OC4                 | 21 luglio 2006    | Mt. Lemmon Survey    |
| 489232 - | 2006 PX13                | 14 agosto 2006    | Siding Spring Survey |
| 489233 - | 2006 QP27                | 20 agosto 2006    | Spacewatch           |
| 489234 - | 2006 QY29                | 19 agosto 2006    | LONEOS               |
| 489235 - | 2006 QA58                | 28 agosto 2006    | LONEOS               |
| 489236 - | 2006 QQ89                | 28 agosto 2006    | OAM                  |
| 489237 - | 2006 QN133               | 24 agosto 2006    | LINEAR               |
| 489238 - | 2006 QA137               | 18 luglio 2006    | Mt. Lemmon Survey    |
| 489239 - | 2006 QX164               | 29 agosto 2006    | LONEOS               |
| 489240 - | 2006 QR182               | 18 agosto 2006    | Spacewatch           |
| 489241 - | 2006 QO184               | 19 agosto 2006    | Spacewatch           |
| 489242 - | 2006 QA186               | 28 agosto 2006    | CSS                  |
| 489243 - | 2006 QQ187               | 29 agosto 2006    | CSS                  |
| 489244 - | 2006 RW1                 | 13 settembre 2006 | Eskridge             |
| 489245 - | 2006 RR14                | 14 settembre 2006 | Spacewatch           |
| 489246 - | 2006 RY14                | 14 settembre 2006 | Spacewatch           |
| 489247 - | 2006 RF18                | 14 settembre 2006 | Spacewatch           |
| 489248 - | 2006 RP22                | 19 agosto 2006    | LONEOS               |
| 489249 - | 2006 RZ43                | 14 settembre 2006 | Spacewatch           |
| 489250 - | 2006 RV53                | 14 settembre 2006 | Spacewatch           |
| 489251 - | 2006 RD62                | 12 settembre 2006 | CSS                  |
| 489252 - | 2006 RJ68                | 28 agosto 2006    | Spacewatch           |
| 489253 - | 2006 RZ74                | 15 settembre 2006 | Spacewatch           |
| 489254 - | 2006 RQ75                | 15 settembre 2006 | Spacewatch           |
| 489255 - | 2006 RA77                | 15 settembre 2006 | Spacewatch           |
| 489256 - | 2006 RB90                | 15 settembre 2006 | Spacewatch           |
| 489257 - | 2006 RQ91                | 15 settembre 2006 | Spacewatch           |
| 489258 - | 2006 RB93                | 15 settembre 2006 | Spacewatch           |
| 489259 - | 2006 RV94                | 15 settembre 2006 | Spacewatch           |
| 489260 - | 2006 RS101               | 30 agosto 2006    | LONEOS               |
| 489261 - | 2006 RU107               | 14 settembre 2006 | Masiero, J.          |
| 489262 - | 2006 RN112               | 14 settembre 2006 | Masiero, J.          |
| 489263 - | 2006 RK120               | 14 settembre 2006 | NEAT                 |
| 489264 - | 2006 RD121               | 14 settembre 2006 | Spacewatch           |
| 489265 - | 2006 ST10                | 16 settembre 2006 | Spacewatch           |
| 489266 - | 2006 SL16                | 17 settembre 2006 | Spacewatch           |
| 489267 - | 2006 SG17                | 17 settembre 2006 | Spacewatch           |
| 489268 - | 2006 SB22                | 17 settembre 2006 | CSS                  |
| 489269 - | 2006 SO31                | 17 settembre 2006 | Spacewatch           |
| 489270 - | 2006 SS52                | 19 settembre 2006 | LONEOS               |
| 489271 - | 2006 SQ58                | 20 settembre 2006 | Spacewatch           |
| 489272 - | 2006 SK64                | 17 settembre 2006 | CSS                  |
| 489273 - | 2006 SQ75                | 19 settembre 2006 | Spacewatch           |
| 489274 - | 2006 SN93                | 18 settembre 2006 | Spacewatch           |
| 489275 - | 2006 SZ99                | 18 settembre 2006 | Spacewatch           |
| 489276 - | 2006 SL100               | 19 settembre 2006 | Spacewatch           |
| 489277 - | 2006 SS106               | 19 settembre 2006 | Spacewatch           |
| 489278 - | 2006 SF129               | 21 luglio 2006    | Mt. Lemmon Survey    |
| 489279 - | 2006 SF138               | 20 settembre 2006 | CSS                  |
| 489280 - | 2006 SA151               | 19 settembre 2006 | Spacewatch           |
| 489281 - | 2006 SG167               | 25 settembre 2006 | Spacewatch           |
| 489282 - | 2006 SO171               | 17 settembre 2006 | Spacewatch           |
| 489283 - | 2006 SM177               | 14 settembre 2006 | Spacewatch           |
| 489284 - | 2006 SW185               | 25 settembre 2006 | Mt. Lemmon Survey    |
| 489285 - | 2006 SL186               | 25 settembre 2006 | Spacewatch           |
| 489286 - | 2006 SM188               | 18 settembre 2006 | Spacewatch           |
| 489287 - | 2006 SD199               | 24 settembre 2006 | Spacewatch           |
| 489288 - | 2006 SN199               | 15 settembre 2006 | Spacewatch           |
| 489289 - | 2006 SJ204               | 25 settembre 2006 | Spacewatch           |
| 489290 - | 2006 SH207               | 25 settembre 2006 | Spacewatch           |
| 489291 - | 2006 SC209               | 18 settembre 2006 | Spacewatch           |
| 489292 - | 2006 SJ218               | 28 agosto 2006    | Spacewatch           |
| 489293 - | 2006 SY225               | 26 settembre 2006 | Spacewatch           |
| 489294 - | 2006 ST226               | 18 settembre 2006 | Spacewatch           |
| 489295 - | 2006 SQ233               | 26 settembre 2006 | Spacewatch           |
| 489296 - | 2006 SU246               | 26 settembre 2006 | Mt. Lemmon Survey    |
| 489297 - | 2006 SW248               | 19 settembre 2006 | Spacewatch           |
| 489298 - | 2006 SF255               | 18 settembre 2006 | CSS                  |
| 489299 - | 2006 SO257               | 26 settembre 2006 | Spacewatch           |
| 489300 - | 2006 SX259               | 26 settembre 2006 | Spacewatch           |

## 489301-489400
| Nome     | Designazione provvisoria | Data di scoperta  | Scopritore              |
| -------- | ------------------------ | ----------------- | ----------------------- |
| 489301 - | 2006 ST261               | 26 settembre 2006 | Mt. Lemmon Survey       |
| 489302 - | 2006 SR271               | 27 settembre 2006 | Mt. Lemmon Survey       |
| 489303 - | 2006 SG287               | 22 settembre 2006 | LONEOS                  |
| 489304 - | 2006 SE296               | 17 settembre 2006 | Spacewatch              |
| 489305 - | 2006 SP310               | 17 settembre 2006 | Spacewatch              |
| 489306 - | 2006 SG319               | 17 settembre 2006 | Spacewatch              |
| 489307 - | 2006 SN319               | 17 settembre 2006 | Spacewatch              |
| 489308 - | 2006 ST320               | 27 settembre 2006 | Spacewatch              |
| 489309 - | 2006 SN322               | 27 settembre 2006 | Spacewatch              |
| 489310 - | 2006 SU322               | 27 settembre 2006 | Spacewatch              |
| 489311 - | 2006 SL327               | 27 settembre 2006 | Spacewatch              |
| 489312 - | 2006 SB344               | 28 settembre 2006 | Spacewatch              |
| 489313 - | 2006 SS344               | 28 settembre 2006 | Spacewatch              |
| 489314 - | 2006 SA356               | 30 settembre 2006 | CSS                     |
| 489315 - | 2006 SP400               | 25 settembre 2006 | Spacewatch              |
| 489316 - | 2006 SP401               | 30 settembre 2006 | Mt. Lemmon Survey       |
| 489317 - | 2006 SB405               | 25 settembre 2006 | Spacewatch              |
| 489318 - | 2006 SB408               | 27 settembre 2006 | Mt. Lemmon Survey       |
| 489319 - | 2006 SS408               | 17 settembre 2006 | CSS                     |
| 489320 - | 2006 TO9                 | 30 settembre 2006 | Mt. Lemmon Survey       |
| 489321 - | 2006 TO10                | 14 ottobre 2006   | Sárneczky, K., Kuli, Z. |
| 489322 - | 2006 TE12                | 3 ottobre 2006    | Spacewatch              |
| 489323 - | 2006 TJ15                | 11 ottobre 2006   | Spacewatch              |
| 489324 - | 2006 TY41                | 26 settembre 2006 | Mt. Lemmon Survey       |
| 489325 - | 2006 TM45                | 12 ottobre 2006   | Spacewatch              |
| 489326 - | 2006 TO54                | 4 ottobre 2006    | Mt. Lemmon Survey       |
| 489327 - | 2006 TZ60                | 4 ottobre 2006    | Mt. Lemmon Survey       |
| 489328 - | 2006 TQ65                | 11 ottobre 2006   | NEAT                    |
| 489329 - | 2006 TC67                | 28 settembre 2006 | CSS                     |
| 489330 - | 2006 TX74                | 11 ottobre 2006   | NEAT                    |
| 489331 - | 2006 TT81                | 13 ottobre 2006   | Spacewatch              |
| 489332 - | 2006 TK91                | 13 ottobre 2006   | Spacewatch              |
| 489333 - | 2006 TZ96                | 12 ottobre 2006   | Spacewatch              |
| 489334 - | 2006 TA101               | 2 ottobre 2006    | Mt. Lemmon Survey       |
| 489335 - | 2006 TD128               | 15 ottobre 2006   | Spacewatch              |
| 489336 - | 2006 TR129               | 4 ottobre 2006    | Mt. Lemmon Survey       |
| 489337 - | 2006 UM                  | 17 ottobre 2006   | CSS                     |
| 489338 - | 2006 UF7                 | 16 ottobre 2006   | CSS                     |
| 489339 - | 2006 UH14                | 17 ottobre 2006   | Mt. Lemmon Survey       |
| 489340 - | 2006 UW23                | 16 ottobre 2006   | Spacewatch              |
| 489341 - | 2006 UN24                | 16 ottobre 2006   | Spacewatch              |
| 489342 - | 2006 UQ29                | 16 ottobre 2006   | Spacewatch              |
| 489343 - | 2006 UP37                | 26 settembre 2006 | Mt. Lemmon Survey       |
| 489344 - | 2006 UZ39                | 27 settembre 2006 | Mt. Lemmon Survey       |
| 489345 - | 2006 UE41                | 16 ottobre 2006   | Spacewatch              |
| 489346 - | 2006 US41                | 16 ottobre 2006   | Spacewatch              |
| 489347 - | 2006 UP50                | 25 settembre 2006 | Spacewatch              |
| 489348 - | 2006 UU50                | 17 ottobre 2006   | Spacewatch              |
| 489349 - | 2006 UB57                | 18 ottobre 2006   | Spacewatch              |
| 489350 - | 2006 UC59                | 28 settembre 2006 | Mt. Lemmon Survey       |
| 489351 - | 2006 UX71                | 17 ottobre 2006   | Spacewatch              |
| 489352 - | 2006 UP72                | 30 settembre 2006 | Spacewatch              |
| 489353 - | 2006 UJ74                | 17 ottobre 2006   | Spacewatch              |
| 489354 - | 2006 UO81                | 17 ottobre 2006   | Spacewatch              |
| 489355 - | 2006 UD88                | 27 settembre 2006 | Mt. Lemmon Survey       |
| 489356 - | 2006 UF95                | 2 ottobre 2006    | Mt. Lemmon Survey       |
| 489357 - | 2006 UZ99                | 18 ottobre 2006   | Spacewatch              |
| 489358 - | 2006 UH117               | 19 ottobre 2006   | Spacewatch              |
| 489359 - | 2006 UU134               | 30 settembre 2006 | Mt. Lemmon Survey       |
| 489360 - | 2006 UW135               | 19 ottobre 2006   | Spacewatch              |
| 489361 - | 2006 UL136               | 19 ottobre 2006   | Mt. Lemmon Survey       |
| 489362 - | 2006 UT153               | 17 settembre 2006 | CSS                     |
| 489363 - | 2006 UY167               | 21 ottobre 2006   | Mt. Lemmon Survey       |
| 489364 - | 2006 UW170               | 3 ottobre 2006    | Mt. Lemmon Survey       |
| 489365 - | 2006 UZ170               | 21 ottobre 2006   | Mt. Lemmon Survey       |
| 489366 - | 2006 UW172               | 27 settembre 2006 | Spacewatch              |
| 489367 - | 2006 UT184               | 16 ottobre 2006   | CSS                     |
| 489368 - | 2006 UT191               | 19 ottobre 2006   | CSS                     |
| 489369 - | 2006 UM193               | 28 settembre 2006 | Spacewatch              |
| 489370 - | 2006 UT193               | 20 ottobre 2006   | Spacewatch              |
| 489371 - | 2006 UO201               | 17 ottobre 2006   | Mt. Lemmon Survey       |
| 489372 - | 2006 UJ205               | 23 ottobre 2006   | Spacewatch              |
| 489373 - | 2006 UQ210               | 23 ottobre 2006   | Spacewatch              |
| 489374 - | 2006 UX210               | 13 ottobre 2006   | Spacewatch              |
| 489375 - | 2006 UE214               | 23 ottobre 2006   | Spacewatch              |
| 489376 - | 2006 UX223               | 4 ottobre 2006    | Mt. Lemmon Survey       |
| 489377 - | 2006 UR227               | 30 settembre 2006 | CSS                     |
| 489378 - | 2006 UG231               | 21 ottobre 2006   | Mt. Lemmon Survey       |
| 489379 - | 2006 UQ236               | 23 ottobre 2006   | Spacewatch              |
| 489380 - | 2006 UR255               | 26 settembre 2006 | Mt. Lemmon Survey       |
| 489381 - | 2006 UD257               | 25 settembre 2006 | Spacewatch              |
| 489382 - | 2006 UG260               | 28 ottobre 2006   | Mt. Lemmon Survey       |
| 489383 - | 2006 UU261               | 28 ottobre 2006   | Mt. Lemmon Survey       |
| 489384 - | 2006 UZ261               | 28 ottobre 2006   | Mt. Lemmon Survey       |
| 489385 - | 2006 UG262               | 16 ottobre 2006   | Spacewatch              |
| 489386 - | 2006 UC273               | 19 ottobre 2006   | Spacewatch              |
| 489387 - | 2006 UC277               | 28 settembre 2006 | Mt. Lemmon Survey       |
| 489388 - | 2006 UG279               | 27 settembre 2006 | Mt. Lemmon Survey       |
| 489389 - | 2006 UX284               | 28 ottobre 2006   | Mt. Lemmon Survey       |
| 489390 - | 2006 UD285               | 28 settembre 2006 | Mt. Lemmon Survey       |
| 489391 - | 2006 UE334               | 16 ottobre 2006   | Spacewatch              |
| 489392 - | 2006 UF334               | 18 ottobre 2006   | Spacewatch              |
| 489393 - | 2006 UG334               | 19 ottobre 2006   | Spacewatch              |
| 489394 - | 2006 UN334               | 19 ottobre 2006   | Mt. Lemmon Survey       |
| 489395 - | 2006 UX345               | 16 ottobre 2006   | CSS                     |
| 489396 - | 2006 UQ358               | 16 ottobre 2006   | Spacewatch              |
| 489397 - | 2006 UX359               | 2 ottobre 2006    | Mt. Lemmon Survey       |
| 489398 - | 2006 VE2                 | 23 ottobre 2006   | CSS                     |
| 489399 - | 2006 VS3                 | 2 ottobre 2006    | Mt. Lemmon Survey       |
| 489400 - | 2006 VE7                 | 10 novembre 2006  | Spacewatch              |

## 489401-489500
| Nome     | Designazione provvisoria | Data di scoperta  | Scopritore           |
| -------- | ------------------------ | ----------------- | -------------------- |
| 489401 - | 2006 VP8                 | 11 novembre 2006  | Spacewatch           |
| 489402 - | 2006 VP10                | 22 ottobre 2006   | Spacewatch           |
| 489403 - | 2006 VB11                | 30 settembre 2006 | Mt. Lemmon Survey    |
| 489404 - | 2006 VP14                | 9 novembre 2006   | Spacewatch           |
| 489405 - | 2006 VY20                | 31 ottobre 2006   | Mt. Lemmon Survey    |
| 489406 - | 2006 VN25                | 10 novembre 2006  | Spacewatch           |
| 489407 - | 2006 VG27                | 10 novembre 2006  | Spacewatch           |
| 489408 - | 2006 VL30                | 17 ottobre 2006   | Mt. Lemmon Survey    |
| 489409 - | 2006 VQ33                | 12 ottobre 2006   | Spacewatch           |
| 489410 - | 2006 VK36                | 22 ottobre 2006   | Mt. Lemmon Survey    |
| 489411 - | 2006 VP39                | 16 ottobre 2006   | Spacewatch           |
| 489412 - | 2006 VF40                | 28 ottobre 2006   | Mt. Lemmon Survey    |
| 489413 - | 2006 VT53                | 27 settembre 2006 | Mt. Lemmon Survey    |
| 489414 - | 2006 VM55                | 11 novembre 2006  | Spacewatch           |
| 489415 - | 2006 VG57                | 11 novembre 2006  | Spacewatch           |
| 489416 - | 2006 VQ70                | 28 ottobre 2006   | Mt. Lemmon Survey    |
| 489417 - | 2006 VM76                | 12 novembre 2006  | Mt. Lemmon Survey    |
| 489418 - | 2006 VW83                | 19 ottobre 2006   | Mt. Lemmon Survey    |
| 489419 - | 2006 VA96                | 29 ottobre 2006   | Mt. Lemmon Survey    |
| 489420 - | 2006 VF105               | 13 novembre 2006  | Spacewatch           |
| 489421 - | 2006 VC121               | 27 ottobre 2006   | CSS                  |
| 489422 - | 2006 VJ121               | 14 novembre 2006  | CSS                  |
| 489423 - | 2006 VB126               | 15 novembre 2006  | Spacewatch           |
| 489424 - | 2006 VN127               | 15 novembre 2006  | Spacewatch           |
| 489425 - | 2006 VP132               | 28 settembre 2006 | Mt. Lemmon Survey    |
| 489426 - | 2006 VE139               | 1º novembre 2006  | Mt. Lemmon Survey    |
| 489427 - | 2006 VF140               | 15 novembre 2006  | Spacewatch           |
| 489428 - | 2006 VC171               | 13 novembre 2006  | CSS                  |
| 489429 - | 2006 WM                  | 16 novembre 2006  | Nyukasa              |
| 489430 - | 2006 WH28                | 16 novembre 2006  | Mt. Lemmon Survey    |
| 489431 - | 2006 WE32                | 16 novembre 2006  | Spacewatch           |
| 489432 - | 2006 WB33                | 16 novembre 2006  | Mt. Lemmon Survey    |
| 489433 - | 2006 WB53                | 16 novembre 2006  | CSS                  |
| 489434 - | 2006 WC71                | 18 novembre 2006  | Spacewatch           |
| 489435 - | 2006 WF73                | 21 ottobre 2006   | Spacewatch           |
| 489436 - | 2006 WW86                | 18 novembre 2006  | Spacewatch           |
| 489437 - | 2006 WR95                | 19 novembre 2006  | Spacewatch           |
| 489438 - | 2006 WN99                | 19 novembre 2006  | Spacewatch           |
| 489439 - | 2006 WS175               | 19 novembre 2006  | Spacewatch           |
| 489440 - | 2006 WK193               | 27 novembre 2006  | Spacewatch           |
| 489441 - | 2006 WW198               | 21 novembre 2006  | Mt. Lemmon Survey    |
| 489442 - | 2006 XM13                | 10 novembre 2006  | Spacewatch           |
| 489443 - | 2006 XW33                | 11 dicembre 2006  | Spacewatch           |
| 489444 - | 2006 XL62                | 15 dicembre 2006  | Spacewatch           |
| 489445 - | 2006 XY63                | 3 ottobre 2006    | Mt. Lemmon Survey    |
| 489446 - | 2006 YN5                 | 11 novembre 2006  | Spacewatch           |
| 489447 - | 2006 YT28                | 21 dicembre 2006  | Spacewatch           |
| 489448 - | 2006 YL48                | 24 dicembre 2006  | Spacewatch           |
| 489449 - | 2006 YM54                | 21 dicembre 2006  | Spacewatch           |
| 489450 - | 2007 AN13                | 22 novembre 2006  | Mt. Lemmon Survey    |
| 489451 - | 2007 BZ2                 | 10 gennaio 2007   | Spacewatch           |
| 489452 - | 2007 BS21                | 28 novembre 2006  | Mt. Lemmon Survey    |
| 489453 - | 2007 BX48                | 24 gennaio 2007   | Mt. Lemmon Survey    |
| 489454 - | 2007 BY60                | 13 dicembre 2006  | Mt. Lemmon Survey    |
| 489455 - | 2007 BV79                | 26 gennaio 2007   | Spacewatch           |
| 489456 - | 2007 BC81                | 27 gennaio 2007   | Spacewatch           |
| 489457 - | 2007 BW99                | 27 novembre 2006  | Mt. Lemmon Survey    |
| 489458 - | 2007 CJ1                 | 28 gennaio 2007   | Mt. Lemmon Survey    |
| 489459 - | 2007 CS27                | 18 novembre 2006  | Mt. Lemmon Survey    |
| 489460 - | 2007 CE37                | 6 febbraio 2007   | Mt. Lemmon Survey    |
| 489461 - | 2007 CY64                | 10 febbraio 2007  | Mt. Lemmon Survey    |
| 489462 - | 2007 CV73                | 29 settembre 2005 | Mt. Lemmon Survey    |
| 489463 - | 2007 DX8                 | 17 febbraio 2007  | Spacewatch           |
| 489464 - | 2007 DP16                | 17 febbraio 2007  | Spacewatch           |
| 489465 - | 2007 DY27                | 17 febbraio 2007  | Spacewatch           |
| 489466 - | 2007 DD31                | 17 febbraio 2007  | Spacewatch           |
| 489467 - | 2007 DO38                | 17 febbraio 2007  | Spacewatch           |
| 489468 - | 2007 DN62                | 21 febbraio 2007  | Spacewatch           |
| 489469 - | 2007 DF67                | 21 febbraio 2007  | Spacewatch           |
| 489470 - | 2007 DK71                | 21 febbraio 2007  | Spacewatch           |
| 489471 - | 2007 DS75                | 21 febbraio 2007  | Spacewatch           |
| 489472 - | 2007 DH83                | 24 novembre 2006  | Mt. Lemmon Survey    |
| 489473 - | 2007 DW95                | 23 febbraio 2007  | Spacewatch           |
| 489474 - | 2007 DL115               | 17 febbraio 2007  | Spacewatch           |
| 489475 - | 2007 ER4                 | 9 marzo 2007      | Mt. Lemmon Survey    |
| 489476 - | 2007 EU9                 | 21 dicembre 2006  | Mt. Lemmon Survey    |
| 489477 - | 2007 EU47                | 9 marzo 2007      | Mt. Lemmon Survey    |
| 489478 - | 2007 ET89                | 9 marzo 2007      | Spacewatch           |
| 489479 - | 2007 EL136               | 10 marzo 2007     | Mt. Lemmon Survey    |
| 489480 - | 2007 EF151               | 12 marzo 2007     | Mt. Lemmon Survey    |
| 489481 - | 2007 EZ161               | 29 gennaio 2007   | Spacewatch           |
| 489482 - | 2007 ED162               | 27 gennaio 2007   | Spacewatch           |
| 489483 - | 2007 EC190               | 23 febbraio 2007  | Mt. Lemmon Survey    |
| 489484 - | 2007 EJ219               | 14 marzo 2007     | Spacewatch           |
| 489485 - | 2007 FQ31                | 15 marzo 2007     | Spacewatch           |
| 489486 - | 2007 GS3                 | 11 aprile 2007    | Siding Spring Survey |
| 489487 - | 2007 GV38                | 13 marzo 2007     | Mt. Lemmon Survey    |
| 489488 - | 2007 GE46                | 14 aprile 2007    | Spacewatch           |
| 489489 - | 2007 GN59                | 15 aprile 2007    | Spacewatch           |
| 489490 - | 2007 GA62                | 15 aprile 2007    | Spacewatch           |
| 489491 - | 2007 GJ64                | 11 aprile 2007    | Mt. Lemmon Survey    |
| 489492 - | 2007 GW75                | 11 aprile 2007    | Spacewatch           |
| 489493 - | 2007 HL20                | 18 aprile 2007    | Spacewatch           |
| 489494 - | 2007 HW73                | 26 novembre 2005  | Mt. Lemmon Survey    |
| 489495 - | 2007 JA7                 | 9 maggio 2007     | Mt. Lemmon Survey    |
| 489496 - | 2007 JS8                 | 9 maggio 2007     | Mt. Lemmon Survey    |
| 489497 - | 2007 JM14                | 10 maggio 2007    | Mt. Lemmon Survey    |
| 489498 - | 2007 JP45                | 22 aprile 2007    | Mt. Lemmon Survey    |
| 489499 - | 2007 LG10                | 25 aprile 2007    | Mt. Lemmon Survey    |
| 489500 - | 2007 LY11                | 11 maggio 2007    | Mt. Lemmon Survey    |

## 489501-489600
| Nome     | Designazione provvisoria | Data di scoperta  | Scopritore             |
| -------- | ------------------------ | ----------------- | ---------------------- |
| 489501 - | 2007 LD17                | 26 maggio 2007    | Mt. Lemmon Survey      |
| 489502 - | 2007 LF22                | 13 giugno 2007    | Spacewatch             |
| 489503 - | 2007 LR28                | 15 giugno 2007    | Spacewatch             |
| 489504 - | 2007 MU8                 | 25 aprile 2007    | Spacewatch             |
| 489505 - | 2007 MK14                | 8 giugno 2007     | Spacewatch             |
| 489506 - | 2007 ME24                | 26 giugno 2007    | CSS                    |
| 489507 - | 2007 NJ6                 | 10 luglio 2007    | Siding Spring Survey   |
| 489508 - | 2007 OL10                | 19 luglio 2007    | Siding Spring Survey   |
| 489509 - | 2007 PH1                 | 5 agosto 2007     | Ries, W.               |
| 489510 - | 2007 PS8                 | 8 agosto 2007     | LINEAR                 |
| 489511 - | 2007 PM21                | 9 agosto 2007     | LINEAR                 |
| 489512 - | 2007 PT22                | 11 agosto 2007    | LINEAR                 |
| 489513 - | 2007 PC35                | 19 luglio 2007    | LINEAR                 |
| 489514 - | 2007 PY48                | 9 agosto 2007     | Spacewatch             |
| 489515 - | 2007 PJ49                | 8 agosto 2007     | LINEAR                 |
| 489516 - | 2007 PP49                | 10 agosto 2007    | Spacewatch             |
| 489517 - | 2007 PF50                | 12 agosto 2007    | LINEAR                 |
| 489518 - | 2007 QS6                 | 21 agosto 2007    | LONEOS                 |
| 489519 - | 2007 QZ8                 | 9 agosto 2007     | Spacewatch             |
| 489520 - | 2007 RG9                 | 12 agosto 2007    | LINEAR                 |
| 489521 - | 2007 RN27                | 4 settembre 2007  | Mt. Lemmon Survey      |
| 489522 - | 2007 RR31                | 5 settembre 2007  | CSS                    |
| 489523 - | 2007 RD42                | 9 settembre 2007  | Spacewatch             |
| 489524 - | 2007 RF42                | 9 settembre 2007  | Spacewatch             |
| 489525 - | 2007 RG50                | 9 settembre 2007  | Spacewatch             |
| 489526 - | 2007 RR51                | 9 settembre 2007  | Spacewatch             |
| 489527 - | 2007 RR56                | 9 settembre 2007  | Spacewatch             |
| 489528 - | 2007 RV64                | 10 settembre 2007 | Mt. Lemmon Survey      |
| 489529 - | 2007 RX71                | 10 settembre 2007 | Spacewatch             |
| 489530 - | 2007 RU73                | 10 settembre 2007 | Mt. Lemmon Survey      |
| 489531 - | 2007 RG81                | 10 settembre 2007 | CSS                    |
| 489532 - | 2007 RX127               | 12 settembre 2007 | Mt. Lemmon Survey      |
| 489533 - | 2007 RH132               | 12 settembre 2007 | Mt. Lemmon Survey      |
| 489534 - | 2007 RG147               | 5 settembre 2007  | CSS                    |
| 489535 - | 2007 RS153               | 10 settembre 2007 | Spacewatch             |
| 489536 - | 2007 RK157               | 10 agosto 2007    | Spacewatch             |
| 489537 - | 2007 RK164               | 10 settembre 2007 | Spacewatch             |
| 489538 - | 2007 RT166               | 10 settembre 2007 | Spacewatch             |
| 489539 - | 2007 RJ167               | 10 settembre 2007 | Spacewatch             |
| 489540 - | 2007 RO172               | 10 settembre 2007 | Spacewatch             |
| 489541 - | 2007 RL204               | 9 settembre 2007  | Spacewatch             |
| 489542 - | 2007 RM220               | 14 settembre 2007 | Mt. Lemmon Survey      |
| 489543 - | 2007 RD221               | 14 settembre 2007 | Mt. Lemmon Survey      |
| 489544 - | 2007 RM234               | 12 settembre 2007 | Mt. Lemmon Survey      |
| 489545 - | 2007 RW258               | 5 settembre 2007  | CSS                    |
| 489546 - | 2007 RB259               | 14 settembre 2007 | Mt. Lemmon Survey      |
| 489547 - | 2007 RD264               | 10 agosto 2007    | Spacewatch             |
| 489548 - | 2007 RC271               | 15 settembre 2007 | Spacewatch             |
| 489549 - | 2007 RT286               | 4 settembre 2007  | Mt. Lemmon Survey      |
| 489550 - | 2007 RT288               | 14 settembre 2007 | Mt. Lemmon Survey      |
| 489551 - | 2007 RZ289               | 14 settembre 2007 | Mt. Lemmon Survey      |
| 489552 - | 2007 RH292               | 12 settembre 2007 | Mt. Lemmon Survey      |
| 489553 - | 2007 RF297               | 10 settembre 2007 | Spacewatch             |
| 489554 - | 2007 RZ298               | 12 settembre 2007 | LONEOS                 |
| 489555 - | 2007 RM311               | 13 settembre 2007 | CSS                    |
| 489556 - | 2007 RN323               | 9 settembre 2007  | Mt. Lemmon Survey      |
| 489557 - | 2007 SP11                | 25 settembre 2007 | Mt. Lemmon Survey      |
| 489558 - | 2007 SW21                | 20 settembre 2007 | CSS                    |
| 489559 - | 2007 TV2                 | 2 ottobre 2007    | Majdanak               |
| 489560 - | 2007 TG11                | 6 ottobre 2007    | LINEAR                 |
| 489561 - | 2007 TA18                | 4 ottobre 2007    | Spacewatch             |
| 489562 - | 2007 TU21                | 4 ottobre 2007    | CSS                    |
| 489563 - | 2007 TB27                | 11 settembre 2007 | Mt. Lemmon Survey      |
| 489564 - | 2007 TY28                | 4 ottobre 2007    | Spacewatch             |
| 489565 - | 2007 TZ29                | 15 settembre 2007 | Mt. Lemmon Survey      |
| 489566 - | 2007 TK30                | 8 settembre 2007  | Mt. Lemmon Survey      |
| 489567 - | 2007 TE34                | 12 settembre 2007 | Mt. Lemmon Survey      |
| 489568 - | 2007 TR37                | 12 settembre 2007 | Mt. Lemmon Survey      |
| 489569 - | 2007 TU38                | 9 settembre 2007  | Mt. Lemmon Survey      |
| 489570 - | 2007 TR58                | 5 ottobre 2007    | Spacewatch             |
| 489571 - | 2007 TC60                | 5 ottobre 2007    | Spacewatch             |
| 489572 - | 2007 TK61                | 8 settembre 2007  | Mt. Lemmon Survey      |
| 489573 - | 2007 TM61                | 15 settembre 2007 | Mt. Lemmon Survey      |
| 489574 - | 2007 TP65                | 9 ottobre 2007    | Needville              |
| 489575 - | 2007 TT66                | 8 ottobre 2007    | CSS                    |
| 489576 - | 2007 TW75                | 4 ottobre 2007    | Spacewatch             |
| 489577 - | 2007 TE83                | 13 settembre 2007 | Mt. Lemmon Survey      |
| 489578 - | 2007 TF84                | 8 ottobre 2007    | CSS                    |
| 489579 - | 2007 TH88                | 8 ottobre 2007    | Mt. Lemmon Survey      |
| 489580 - | 2007 TZ94                | 7 ottobre 2007    | CSS                    |
| 489581 - | 2007 TB100               | 8 ottobre 2007    | Mt. Lemmon Survey      |
| 489582 - | 2007 TM103               | 12 settembre 2007 | Mt. Lemmon Survey      |
| 489583 - | 2007 TK105               | 13 settembre 2007 | Mt. Lemmon Survey      |
| 489584 - | 2007 TS110               | 8 ottobre 2007    | CSS                    |
| 489585 - | 2007 TG122               | 6 ottobre 2007    | Spacewatch             |
| 489586 - | 2007 TP122               | 20 settembre 2001 | Spacewatch             |
| 489587 - | 2007 TC126               | 6 ottobre 2007    | Spacewatch             |
| 489588 - | 2007 TD126               | 6 ottobre 2007    | Spacewatch             |
| 489589 - | 2007 TW129               | 15 settembre 2007 | Mt. Lemmon Survey      |
| 489590 - | 2007 TW136               | 8 ottobre 2007    | CSS                    |
| 489591 - | 2007 TM137               | 25 settembre 2007 | Mt. Lemmon Survey      |
| 489592 - | 2007 TP140               | 9 ottobre 2007    | Mt. Lemmon Survey      |
| 489593 - | 2007 TJ148               | 11 settembre 2007 | CSS                    |
| 489594 - | 2007 TA150               | 9 ottobre 2007    | LINEAR                 |
| 489595 - | 2007 TT152               | 1º agosto 1998    | ODAS                   |
| 489596 - | 2007 TN160               | 8 ottobre 2007    | CSS                    |
| 489597 - | 2007 TV161               | 11 ottobre 2007   | LINEAR                 |
| 489598 - | 2007 TK163               | 9 ottobre 2007    | Mt. Lemmon Survey      |
| 489599 - | 2007 TN165               | 10 ottobre 2007   | PMO NEO Survey Program |
| 489600 - | 2007 TR168               | 12 ottobre 2007   | LINEAR                 |

## 489601-489700
| Nome                   | Designazione provvisoria | Data di scoperta  | Scopritore             |
| ---------------------- | ------------------------ | ----------------- | ---------------------- |
| 489601 -               | 2007 TQ170               | 12 ottobre 2007   | LINEAR                 |
| 489602 -               | 2007 TT175               | 12 aprile 2004    | LONEOS                 |
| 489603 Kurtschreckling | 2007 TU184               | 13 ottobre 2007   | Gierlinger, R.         |
| 489604 -               | 2007 TR190               | 4 ottobre 2007    | Mt. Lemmon Survey      |
| 489605 -               | 2007 TR194               | 7 ottobre 2007    | Mt. Lemmon Survey      |
| 489606 -               | 2007 TP195               | 7 ottobre 2007    | Mt. Lemmon Survey      |
| 489607 -               | 2007 TY197               | 8 ottobre 2007    | Spacewatch             |
| 489608 -               | 2007 TL202               | 8 ottobre 2007    | Mt. Lemmon Survey      |
| 489609 -               | 2007 TJ215               | 12 settembre 2007 | Mt. Lemmon Survey      |
| 489610 -               | 2007 TP219               | 8 ottobre 2007    | Mt. Lemmon Survey      |
| 489611 -               | 2007 TO224               | 11 ottobre 2007   | Spacewatch             |
| 489612 -               | 2007 TV225               | 8 ottobre 2007    | Spacewatch             |
| 489613 -               | 2007 TN234               | 8 ottobre 2007    | Spacewatch             |
| 489614 -               | 2007 TO242               | 9 settembre 2007  | LONEOS                 |
| 489615 -               | 2007 TZ246               | 9 ottobre 2007    | Mt. Lemmon Survey      |
| 489616 -               | 2007 TJ256               | 10 ottobre 2007   | Spacewatch             |
| 489617 -               | 2007 TY268               | 9 ottobre 2007    | Spacewatch             |
| 489618 -               | 2007 TB277               | 7 ottobre 2007    | CSS                    |
| 489619 -               | 2007 TC278               | 4 ottobre 2007    | Spacewatch             |
| 489620 -               | 2007 TO281               | 7 ottobre 2007    | Mt. Lemmon Survey      |
| 489621 -               | 2007 TW300               | 25 settembre 2007 | Mt. Lemmon Survey      |
| 489622 -               | 2007 TS308               | 23 agosto 2007    | Spacewatch             |
| 489623 -               | 2007 TR310               | 11 ottobre 2007   | Spacewatch             |
| 489624 -               | 2007 TE318               | 12 ottobre 2007   | Spacewatch             |
| 489625 -               | 2007 TU323               | 11 ottobre 2007   | Spacewatch             |
| 489626 -               | 2007 TE324               | 11 ottobre 2007   | Spacewatch             |
| 489627 -               | 2007 TJ334               | 11 ottobre 2007   | Spacewatch             |
| 489628 -               | 2007 TV335               | 12 ottobre 2007   | Spacewatch             |
| 489629 -               | 2007 TZ345               | 10 settembre 2007 | Spacewatch             |
| 489630 -               | 2007 TE355               | 11 ottobre 2007   | CSS                    |
| 489631 -               | 2007 TN361               | 14 ottobre 2007   | Mt. Lemmon Survey      |
| 489632 -               | 2007 TE367               | 9 ottobre 2007    | PMO NEO Survey Program |
| 489633 -               | 2007 TE369               | 12 settembre 2007 | Mt. Lemmon Survey      |
| 489634 -               | 2007 TR386               | 15 ottobre 2007   | Spacewatch             |
| 489635 -               | 2007 TO391               | 8 ottobre 2007    | LINEAR                 |
| 489636 -               | 2007 TN395               | 25 settembre 2007 | Mt. Lemmon Survey      |
| 489637 -               | 2007 TA413               | 14 settembre 2007 | CSS                    |
| 489638 -               | 2007 TY417               | 15 settembre 2007 | CSS                    |
| 489639 -               | 2007 TC424               | 7 ottobre 2007    | CSS                    |
| 489640 -               | 2007 TT425               | 8 ottobre 2007    | Mt. Lemmon Survey      |
| 489641 -               | 2007 TO427               | 10 ottobre 2007   | Spacewatch             |
| 489642 -               | 2007 TQ427               | 10 ottobre 2007   | Spacewatch             |
| 489643 -               | 2007 TH436               | 18 settembre 2007 | LINEAR                 |
| 489644 -               | 2007 TP437               | 13 settembre 2007 | Mt. Lemmon Survey      |
| 489645 -               | 2007 TL443               | 7 ottobre 2007    | CSS                    |
| 489646 -               | 2007 TD444               | 4 ottobre 2007    | CSS                    |
| 489647 -               | 2007 UA10                | 17 ottobre 2007   | LONEOS                 |
| 489648 -               | 2007 US13                | 16 ottobre 2007   | Mt. Lemmon Survey      |
| 489649 -               | 2007 UG17                | 11 settembre 2007 | Mt. Lemmon Survey      |
| 489650 -               | 2007 UX19                | 14 settembre 2007 | Mt. Lemmon Survey      |
| 489651 -               | 2007 UB23                | 8 ottobre 2007    | Spacewatch             |
| 489652 -               | 2007 UP25                | 16 ottobre 2007   | Spacewatch             |
| 489653 -               | 2007 UD36                | 19 ottobre 2007   | CSS                    |
| 489654 -               | 2007 UA38                | 19 ottobre 2007   | Spacewatch             |
| 489655 -               | 2007 UY52                | 8 ottobre 2007    | Spacewatch             |
| 489656 -               | 2007 UP53                | 16 settembre 2003 | Spacewatch             |
| 489657 -               | 2007 UH69                | 30 ottobre 2007   | Mt. Lemmon Survey      |
| 489658 -               | 2007 UK87                | 18 settembre 2007 | Mt. Lemmon Survey      |
| 489659 -               | 2007 UB90                | 24 aprile 2004    | Spacewatch             |
| 489660 -               | 2007 UQ97                | 10 settembre 2007 | Mt. Lemmon Survey      |
| 489661 -               | 2007 UF98                | 30 ottobre 2007   | Spacewatch             |
| 489662 -               | 2007 UG104               | 15 settembre 2007 | Mt. Lemmon Survey      |
| 489663 -               | 2007 UH105               | 30 ottobre 2007   | Spacewatch             |
| 489664 -               | 2007 UW115               | 31 ottobre 2007   | Spacewatch             |
| 489665 -               | 2007 UW121               | 20 ottobre 2007   | Spacewatch             |
| 489666 -               | 2007 UL122               | 20 ottobre 2007   | Spacewatch             |
| 489667 -               | 2007 UQ122               | 14 settembre 2007 | Mt. Lemmon Survey      |
| 489668 -               | 2007 UU128               | 23 ottobre 2007   | Spacewatch             |
| 489669 -               | 2007 UG129               | 19 ottobre 2007   | Mt. Lemmon Survey      |
| 489670 -               | 2007 UJ135               | 19 ottobre 2007   | Mt. Lemmon Survey      |
| 489671 -               | 2007 UO141               | 16 ottobre 2007   | Mt. Lemmon Survey      |
| 489672 -               | 2007 VH10                | 5 novembre 2007   | Spacewatch             |
| 489673 -               | 2007 VE15                | 1º novembre 2007  | Spacewatch             |
| 489674 -               | 2007 VB28                | 10 ottobre 2007   | Mt. Lemmon Survey      |
| 489675 -               | 2007 VH34                | 3 novembre 2007   | Spacewatch             |
| 489676 -               | 2007 VT46                | 1º novembre 2007  | Spacewatch             |
| 489677 -               | 2007 VH47                | 16 ottobre 2007   | Mt. Lemmon Survey      |
| 489678 -               | 2007 VZ47                | 1º novembre 2007  | Spacewatch             |
| 489679 -               | 2007 VK48                | 9 ottobre 2007    | Spacewatch             |
| 489680 -               | 2007 VQ56                | 1º novembre 2007  | Spacewatch             |
| 489681 -               | 2007 VS56                | 1º novembre 2007  | Spacewatch             |
| 489682 -               | 2007 VV64                | 1º novembre 2007  | Spacewatch             |
| 489683 -               | 2007 VG74                | 7 ottobre 2007    | Mt. Lemmon Survey      |
| 489684 -               | 2007 VH77                | 3 novembre 2007   | Spacewatch             |
| 489685 -               | 2007 VY85                | 9 ottobre 2007    | CSS                    |
| 489686 -               | 2007 VH88                | 2 novembre 2007   | LINEAR                 |
| 489687 -               | 2007 VU89                | 12 ottobre 2007   | Spacewatch             |
| 489688 -               | 2007 VY94                | 26 settembre 2007 | Mt. Lemmon Survey      |
| 489689 -               | 2007 VS96                | 26 settembre 2007 | Mt. Lemmon Survey      |
| 489690 -               | 2007 VP98                | 26 settembre 2007 | Mt. Lemmon Survey      |
| 489691 -               | 2007 VW99                | 12 ottobre 2007   | LINEAR                 |
| 489692 -               | 2007 VK106               | 3 novembre 2007   | Spacewatch             |
| 489693 -               | 2007 VH107               | 3 novembre 2007   | Spacewatch             |
| 489694 -               | 2007 VN108               | 10 ottobre 2007   | Mt. Lemmon Survey      |
| 489695 -               | 2007 VA113               | 3 novembre 2007   | Spacewatch             |
| 489696 -               | 2007 VC119               | 4 novembre 2007   | Spacewatch             |
| 489697 -               | 2007 VK120               | 12 settembre 2007 | Mt. Lemmon Survey      |
| 489698 -               | 2007 VY123               | 18 ottobre 2007   | Spacewatch             |
| 489699 -               | 2007 VG124               | 14 settembre 2007 | Mt. Lemmon Survey      |
| 489700 -               | 2007 VK125               | 5 novembre 2007   | PMO NEO Survey Program |

## 489701-489800
| Nome     | Designazione provvisoria | Data di scoperta  | Scopritore        |
| -------- | ------------------------ | ----------------- | ----------------- |
| 489701 - | 2007 VV135               | 3 novembre 2007   | Mt. Lemmon Survey |
| 489702 - | 2007 VL155               | 5 novembre 2007   | Spacewatch        |
| 489703 - | 2007 VR157               | 10 settembre 2007 | Mt. Lemmon Survey |
| 489704 - | 2007 VY158               | 5 novembre 2007   | Spacewatch        |
| 489705 - | 2007 VK160               | 5 novembre 2007   | Spacewatch        |
| 489706 - | 2007 VG171               | 7 novembre 2007   | Spacewatch        |
| 489707 - | 2007 VQ177               | 14 settembre 2007 | Mt. Lemmon Survey |
| 489708 - | 2007 VL183               | 8 novembre 2007   | CSS               |
| 489709 - | 2007 VH202               | 6 novembre 2007   | Spacewatch        |
| 489710 - | 2007 VK213               | 1º novembre 2007  | Spacewatch        |
| 489711 - | 2007 VU215               | 1º novembre 2007  | Spacewatch        |
| 489712 - | 2007 VY230               | 17 ottobre 2007   | Mt. Lemmon Survey |
| 489713 - | 2007 VD237               | 30 ottobre 2007   | Mt. Lemmon Survey |
| 489714 - | 2007 VR237               | 11 novembre 2007  | Mt. Lemmon Survey |
| 489715 - | 2007 VP239               | 5 novembre 2007   | Spacewatch        |
| 489716 - | 2007 VX242               | 13 novembre 2007  | Mt. Lemmon Survey |
| 489717 - | 2007 VA243               | 9 ottobre 2007    | Mt. Lemmon Survey |
| 489718 - | 2007 VK245               | 14 novembre 2007  | BATTeRS           |
| 489719 - | 2007 VH253               | 2 novembre 2007   | CSS               |
| 489720 - | 2007 VE278               | 14 novembre 2007  | Spacewatch        |
| 489721 - | 2007 VD290               | 14 novembre 2007  | Spacewatch        |
| 489722 - | 2007 VP290               | 14 novembre 2007  | Spacewatch        |
| 489723 - | 2007 VS314               | 2 novembre 2007   | Mt. Lemmon Survey |
| 489724 - | 2007 VU314               | 2 novembre 2007   | Spacewatch        |
| 489725 - | 2007 VH315               | 5 novembre 2007   | Spacewatch        |
| 489726 - | 2007 VT320               | 15 settembre 2007 | Mt. Lemmon Survey |
| 489727 - | 2007 VB325               | 1º novembre 2007  | Spacewatch        |
| 489728 - | 2007 WT14                | 30 ottobre 2007   | Spacewatch        |
| 489729 - | 2007 WS32                | 18 novembre 2007  | LINEAR            |
| 489730 - | 2007 WM58                | 17 novembre 2007  | Spacewatch        |
| 489731 - | 2007 WP61                | 19 novembre 2007  | Mt. Lemmon Survey |
| 489732 - | 2007 WX61                | 17 novembre 2007  | LINEAR            |
| 489733 - | 2007 WJ62                | 18 novembre 2007  | Mt. Lemmon Survey |
| 489734 - | 2007 WB63                | 19 novembre 2007  | Spacewatch        |
| 489735 - | 2007 XH7                 | 6 novembre 2007   | Spacewatch        |
| 489736 - | 2007 XB17                | 7 novembre 2007   | Spacewatch        |
| 489737 - | 2007 XG17                | 4 dicembre 2007   | Mt. Lemmon Survey |
| 489738 - | 2007 XJ18                | 10 dicembre 2007  | LINEAR            |
| 489739 - | 2007 XE40                | 13 dicembre 2007  | LINEAR            |
| 489740 - | 2007 XB42                | 2 novembre 2007   | Mt. Lemmon Survey |
| 489741 - | 2007 XO49                | 15 dicembre 2007  | CSS               |
| 489742 - | 2007 XJ51                | 4 dicembre 2007   | Spacewatch        |
| 489743 - | 2007 XP58                | 6 dicembre 2007   | Mt. Lemmon Survey |
| 489744 - | 2007 XA59                | 14 dicembre 2007  | Mt. Lemmon Survey |
| 489745 - | 2007 YC1                 | 4 dicembre 2007   | Spacewatch        |
| 489746 - | 2007 YU5                 | 20 novembre 2007  | Mt. Lemmon Survey |
| 489747 - | 2007 YT22                | 16 dicembre 2007  | Mt. Lemmon Survey |
| 489748 - | 2007 YR33                | 28 dicembre 2007  | Spacewatch        |
| 489749 - | 2007 YX42                | 30 dicembre 2007  | Mt. Lemmon Survey |
| 489750 - | 2007 YG49                | 20 dicembre 2007  | Spacewatch        |
| 489751 - | 2007 YK49                | 20 dicembre 2007  | Spacewatch        |
| 489752 - | 2007 YK62                | 19 settembre 2006 | Spacewatch        |
| 489753 - | 2007 YQ66                | 30 dicembre 2007  | Mt. Lemmon Survey |
| 489754 - | 2007 YP67                | 17 dicembre 2007  | Mt. Lemmon Survey |
| 489755 - | 2007 YA71                | 16 dicembre 2007  | LINEAR            |
| 489756 - | 2008 AX3                 | 6 novembre 2007   | Mt. Lemmon Survey |
| 489757 - | 2008 AK16                | 10 gennaio 2008   | Mt. Lemmon Survey |
| 489758 - | 2008 AW26                | 10 gennaio 2008   | Spacewatch        |
| 489759 - | 2008 AW35                | 30 dicembre 2007  | Spacewatch        |
| 489760 - | 2008 AW38                | 7 novembre 2007   | Mt. Lemmon Survey |
| 489761 - | 2008 AV43                | 10 gennaio 2008   | Spacewatch        |
| 489762 - | 2008 AQ46                | 11 gennaio 2008   | Spacewatch        |
| 489763 - | 2008 AG54                | 11 gennaio 2008   | Spacewatch        |
| 489764 - | 2008 AY54                | 24 ottobre 2003   | Spacewatch        |
| 489765 - | 2008 AU59                | 31 dicembre 2007  | Spacewatch        |
| 489766 - | 2008 AL66                | 11 gennaio 2008   | Spacewatch        |
| 489767 - | 2008 AZ71                | 10 gennaio 2008   | CSS               |
| 489768 - | 2008 AQ90                | 13 gennaio 2008   | Spacewatch        |
| 489769 - | 2008 AS91                | 8 novembre 2007   | Mt. Lemmon Survey |
| 489770 - | 2008 AY97                | 31 dicembre 2007  | Mt. Lemmon Survey |
| 489771 - | 2008 AV107               | 15 gennaio 2008   | Spacewatch        |
| 489772 - | 2008 AK108               | 15 gennaio 2008   | Mt. Lemmon Survey |
| 489773 - | 2008 AB109               | 15 gennaio 2008   | Spacewatch        |
| 489774 - | 2008 AG138               | 15 gennaio 2008   | Mt. Lemmon Survey |
| 489775 - | 2008 BU1                 | 16 gennaio 2008   | Spacewatch        |
| 489776 - | 2008 BV7                 | 19 dicembre 2007  | Mt. Lemmon Survey |
| 489777 - | 2008 BW51                | 18 gennaio 2008   | Spacewatch        |
| 489778 - | 2008 CD7                 | 31 dicembre 2007  | Mt. Lemmon Survey |
| 489779 - | 2008 CL7                 | 2 febbraio 2008   | Spacewatch        |
| 489780 - | 2008 CC30                | 2 febbraio 2008   | Spacewatch        |
| 489781 - | 2008 CH34                | 2 febbraio 2008   | Spacewatch        |
| 489782 - | 2008 CD40                | 15 gennaio 2008   | Mt. Lemmon Survey |
| 489783 - | 2008 CH40                | 2 febbraio 2008   | Mt. Lemmon Survey |
| 489784 - | 2008 CJ43                | 2 febbraio 2008   | Spacewatch        |
| 489785 - | 2008 CP43                | 2 febbraio 2008   | Spacewatch        |
| 489786 - | 2008 CR62                | 19 dicembre 2007  | Mt. Lemmon Survey |
| 489787 - | 2008 CT81                | 5 dicembre 2007   | Mt. Lemmon Survey |
| 489788 - | 2008 CX84                | 7 febbraio 2008   | Spacewatch        |
| 489789 - | 2008 CF94                | 8 febbraio 2008   | Mt. Lemmon Survey |
| 489790 - | 2008 CX99                | 9 febbraio 2008   | Spacewatch        |
| 489791 - | 2008 CT112               | 10 febbraio 2008  | Spacewatch        |
| 489792 - | 2008 CV141               | 8 febbraio 2008   | Spacewatch        |
| 489793 - | 2008 CK143               | 30 gennaio 2008   | Mt. Lemmon Survey |
| 489794 - | 2008 CY144               | 9 febbraio 2008   | Spacewatch        |
| 489795 - | 2008 CP146               | 9 febbraio 2008   | Spacewatch        |
| 489796 - | 2008 CF148               | 8 febbraio 2008   | Mt. Lemmon Survey |
| 489797 - | 2008 CZ154               | 10 gennaio 2008   | Mt. Lemmon Survey |
| 489798 - | 2008 CZ155               | 9 febbraio 2008   | CSS               |
| 489799 - | 2008 CK156               | 9 febbraio 2008   | Spacewatch        |
| 489800 - | 2008 CQ159               | 13 gennaio 2008   | Spacewatch        |

## 489801-489900
| Nome     | Designazione provvisoria | Data di scoperta | Scopritore             |
| -------- | ------------------------ | ---------------- | ---------------------- |
| 489801 - | 2008 CW169               | 12 febbraio 2008 | Mt. Lemmon Survey      |
| 489802 - | 2008 CS181               | 2 febbraio 2008  | Spacewatch             |
| 489803 - | 2008 CB182               | 11 febbraio 2008 | Mt. Lemmon Survey      |
| 489804 - | 2008 CB186               | 17 gennaio 2008  | Mt. Lemmon Survey      |
| 489805 - | 2008 CS191               | 2 febbraio 2008  | Spacewatch             |
| 489806 - | 2008 CG193               | 11 febbraio 2008 | Mt. Lemmon Survey      |
| 489807 - | 2008 CN197               | 9 febbraio 2008  | Spacewatch             |
| 489808 - | 2008 CE209               | 2 febbraio 2008  | LINEAR                 |
| 489809 - | 2008 CK209               | 2 febbraio 2008  | CSS                    |
| 489810 - | 2008 DF12                | 16 gennaio 2008  | Spacewatch             |
| 489811 - | 2008 DM12                | 26 febbraio 2008 | Spacewatch             |
| 489812 - | 2008 DY27                | 30 gennaio 2008  | Mt. Lemmon Survey      |
| 489813 - | 2008 DE29                | 19 gennaio 2008  | Spacewatch             |
| 489814 - | 2008 DS82                | 28 febbraio 2008 | Spacewatch             |
| 489815 - | 2008 DK85                | 27 febbraio 2008 | Mt. Lemmon Survey      |
| 489816 - | 2008 DQ85                | 28 febbraio 2008 | Spacewatch             |
| 489817 - | 2008 DM86                | 28 febbraio 2008 | Mt. Lemmon Survey      |
| 489818 - | 2008 EB2                 | 1º marzo 2008    | Spacewatch             |
| 489819 - | 2008 EC5                 | 1º marzo 2008    | Sheridan, E.           |
| 489820 - | 2008 EX17                | 1º marzo 2008    | Spacewatch             |
| 489821 - | 2008 EN33                | 1º marzo 2008    | Spacewatch             |
| 489822 - | 2008 EO33                | 30 gennaio 2008  | Mt. Lemmon Survey      |
| 489823 - | 2008 EJ38                | 4 marzo 2008     | Spacewatch             |
| 489824 - | 2008 EV40                | 4 marzo 2008     | Spacewatch             |
| 489825 - | 2008 ER50                | 6 marzo 2008     | Mt. Lemmon Survey      |
| 489826 - | 2008 EP52                | 6 marzo 2008     | Spacewatch             |
| 489827 - | 2008 ES68                | 10 marzo 2008    | Mt. Lemmon Survey      |
| 489828 - | 2008 EV73                | 28 febbraio 2008 | Spacewatch             |
| 489829 - | 2008 EH79                | 14 febbraio 2008 | CSS                    |
| 489830 - | 2008 EK82                | 10 febbraio 2008 | LINEAR                 |
| 489831 - | 2008 EM84                | 5 marzo 2008     | Mt. Lemmon Survey      |
| 489832 - | 2008 ET88                | 7 febbraio 2008  | Mt. Lemmon Survey      |
| 489833 - | 2008 ED92                | 6 febbraio 2008  | PMO NEO Survey Program |
| 489834 - | 2008 ER94                | 9 febbraio 2008  | Spacewatch             |
| 489835 - | 2008 EJ107               | 6 marzo 2008     | Mt. Lemmon Survey      |
| 489836 - | 2008 EA119               | 19 gennaio 2008  | Mt. Lemmon Survey      |
| 489837 - | 2008 EY126               | 10 marzo 2008    | Spacewatch             |
| 489838 - | 2008 EJ143               | 3 marzo 2008     | PMO NEO Survey Program |
| 489839 - | 2008 ES156               | 10 marzo 2008    | Spacewatch             |
| 489840 - | 2008 ES160               | 1º marzo 2008    | Spacewatch             |
| 489841 - | 2008 EX167               | 10 marzo 2008    | Spacewatch             |
| 489842 - | 2008 FB10                | 2 febbraio 2008  | Spacewatch             |
| 489843 - | 2008 FD14                | 26 marzo 2008    | Mt. Lemmon Survey      |
| 489844 - | 2008 FQ27                | 5 marzo 2008     | Mt. Lemmon Survey      |
| 489845 - | 2008 FC37                | 28 marzo 2008    | Mt. Lemmon Survey      |
| 489846 - | 2008 FW40                | 10 marzo 2008    | Spacewatch             |
| 489847 - | 2008 FL48                | 1º marzo 2008    | Spacewatch             |
| 489848 - | 2008 FX53                | 13 marzo 2008    | Spacewatch             |
| 489849 - | 2008 FZ70                | 12 febbraio 2008 | Mt. Lemmon Survey      |
| 489850 - | 2008 FK73                | 30 marzo 2008    | Spacewatch             |
| 489851 - | 2008 FV78                | 15 marzo 2008    | Mt. Lemmon Survey      |
| 489852 - | 2008 FS80                | 4 marzo 2008     | Spacewatch             |
| 489853 - | 2008 FJ98                | 5 marzo 2008     | Mt. Lemmon Survey      |
| 489854 - | 2008 FO103               | 30 marzo 2008    | Spacewatch             |
| 489855 - | 2008 FP112               | 31 marzo 2008    | Spacewatch             |
| 489856 - | 2008 FX115               | 31 marzo 2008    | Mt. Lemmon Survey      |
| 489857 - | 2008 FA122               | 31 marzo 2008    | Mt. Lemmon Survey      |
| 489858 - | 2008 FA128               | 28 marzo 2008    | Spacewatch             |
| 489859 - | 2008 FU133               | 28 marzo 2008    | Mt. Lemmon Survey      |
| 489860 - | 2008 GG1                 | 5 marzo 2008     | Spacewatch             |
| 489861 - | 2008 GK6                 | 5 marzo 2008     | Mt. Lemmon Survey      |
| 489862 - | 2008 GJ8                 | 4 marzo 2008     | Mt. Lemmon Survey      |
| 489863 - | 2008 GU28                | 31 marzo 2008    | Spacewatch             |
| 489864 - | 2008 GN32                | 3 aprile 2008    | Spacewatch             |
| 489865 - | 2008 GS33                | 3 aprile 2008    | Mt. Lemmon Survey      |
| 489866 - | 2008 GJ51                | 28 marzo 2008    | Mt. Lemmon Survey      |
| 489867 - | 2008 GB54                | 5 aprile 2008    | Mt. Lemmon Survey      |
| 489868 - | 2008 GP67                | 6 aprile 2008    | Spacewatch             |
| 489869 - | 2008 GM68                | 6 aprile 2008    | Spacewatch             |
| 489870 - | 2008 GU74                | 7 aprile 2008    | Spacewatch             |
| 489871 - | 2008 GJ76                | 5 aprile 2008    | Mt. Lemmon Survey      |
| 489872 - | 2008 GC78                | 7 aprile 2008    | Spacewatch             |
| 489873 - | 2008 GK78                | 30 marzo 2008    | Spacewatch             |
| 489874 - | 2008 GT105               | 11 aprile 2008   | Spacewatch             |
| 489875 - | 2008 GM106               | 12 febbraio 2008 | Mt. Lemmon Survey      |
| 489876 - | 2008 GY106               | 12 aprile 2008   | CSS                    |
| 489877 - | 2008 GJ131               | 10 aprile 2008   | Spacewatch             |
| 489878 - | 2008 GV138               | 6 aprile 2008    | Spacewatch             |
| 489879 - | 2008 GA139               | 1º aprile 2008   | Spacewatch             |
| 489880 - | 2008 GF144               | 3 aprile 2008    | Spacewatch             |
| 489881 - | 2008 HQ1                 | 24 aprile 2008   | Spacewatch             |
| 489882 - | 2008 HM6                 | 24 aprile 2008   | Spacewatch             |
| 489883 - | 2008 HP8                 | 3 aprile 2008    | Mt. Lemmon Survey      |
| 489884 - | 2008 HR19                | 26 aprile 2008   | Spacewatch             |
| 489885 - | 2008 HY37                | 29 aprile 2008   | Spacewatch             |
| 489886 - | 2008 HN41                | 8 aprile 2008    | Spacewatch             |
| 489887 - | 2008 HT46                | 6 marzo 2008     | Mt. Lemmon Survey      |
| 489888 - | 2008 HZ55                | 29 aprile 2008   | Spacewatch             |
| 489889 - | 2008 HT56                | 30 aprile 2008   | Spacewatch             |
| 489890 - | 2008 HU62                | 11 marzo 2008    | CSS                    |
| 489891 - | 2008 HV68                | 29 aprile 2008   | Spacewatch             |
| 489892 - | 2008 HL69                | 1º aprile 2008   | Spacewatch             |
| 489893 - | 2008 JM12                | 3 maggio 2008    | Spacewatch             |
| 489894 - | 2008 JG18                | 15 aprile 2008   | Mt. Lemmon Survey      |
| 489895 - | 2008 JS21                | 5 maggio 2008    | Mt. Lemmon Survey      |
| 489896 - | 2008 JN23                | 15 aprile 2008   | Spacewatch             |
| 489897 - | 2008 JW25                | 26 aprile 2008   | Spacewatch             |
| 489898 - | 2008 JJ28                | 8 maggio 2008    | Spacewatch             |
| 489899 - | 2008 JT40                | 15 maggio 2008   | Mt. Lemmon Survey      |
| 489900 - | 2008 KP                  | 27 maggio 2008   | Mt. Lemmon Survey      |

## 489901-490000
| Nome     | Designazione provvisoria | Data di scoperta  | Scopritore        |
| -------- | ------------------------ | ----------------- | ----------------- |
| 489901 - | 2008 KA17                | 30 aprile 2008    | Mt. Lemmon Survey |
| 489902 - | 2008 KA27                | 30 maggio 2008    | Spacewatch        |
| 489903 - | 2008 KL30                | 29 maggio 2008    | Spacewatch        |
| 489904 - | 2008 KM31                | 29 maggio 2008    | Mt. Lemmon Survey |
| 489905 - | 2008 KX38                | 30 maggio 2008    | Spacewatch        |
| 489906 - | 2008 LU5                 | 16 aprile 2008    | Mt. Lemmon Survey |
| 489907 - | 2008 OW7                 | 28 luglio 2008    | OAM               |
| 489908 - | 2008 OP14                | 29 luglio 2008    | Mt. Lemmon Survey |
| 489909 - | 2008 OF20                | 30 luglio 2008    | Spacewatch        |
| 489910 - | 2008 OP20                | 29 luglio 2008    | Spacewatch        |
| 489911 - | 2008 OQ21                | 30 luglio 2008    | Spacewatch        |
| 489912 - | 2008 OY23                | 29 maggio 2008    | Mt. Lemmon Survey |
| 489913 - | 2008 PG5                 | 1º agosto 2008    | LINEAR            |
| 489914 - | 2008 PU8                 | 6 agosto 2008     | OAM               |
| 489915 - | 2008 PF15                | 1º luglio 2008    | Spacewatch        |
| 489916 - | 2008 QF8                 | 2 agosto 2008     | OAM               |
| 489917 - | 2008 QH11                | 26 agosto 2008    | OAM               |
| 489918 - | 2008 QO12                | 26 agosto 2008    | OAM               |
| 489919 - | 2008 QC21                | 24 agosto 2008    | OAM               |
| 489920 - | 2008 QG22                | 26 agosto 2008    | LINEAR            |
| 489921 - | 2008 QD23                | 26 agosto 2008    | LINEAR            |
| 489922 - | 2008 QB35                | 29 agosto 2008    | OAM               |
| 489923 - | 2008 QM38                | 24 agosto 2008    | OAM               |
| 489924 - | 2008 QX40                | 26 agosto 2008    | OAM               |
| 489925 - | 2008 QL46                | 24 agosto 2008    | Spacewatch        |
| 489926 - | 2008 RF4                 | 2 settembre 2008  | Spacewatch        |
| 489927 - | 2008 RV4                 | 2 settembre 2008  | Spacewatch        |
| 489928 - | 2008 RM17                | 4 settembre 2008  | Spacewatch        |
| 489929 - | 2008 RQ17                | 24 agosto 2008    | Spacewatch        |
| 489930 - | 2008 RP24                | 5 settembre 2008  | OAM               |
| 489931 - | 2008 RJ30                | 2 settembre 2008  | Spacewatch        |
| 489932 - | 2008 RG44                | 2 settembre 2008  | Spacewatch        |
| 489933 - | 2008 RY45                | 2 settembre 2008  | Spacewatch        |
| 489934 - | 2008 RG46                | 2 settembre 2008  | Spacewatch        |
| 489935 - | 2008 RQ65                | 4 settembre 2008  | Spacewatch        |
| 489936 - | 2008 RU85                | 5 settembre 2008  | Spacewatch        |
| 489937 - | 2008 RY87                | 5 settembre 2008  | Spacewatch        |
| 489938 - | 2008 RH89                | 5 settembre 2008  | Spacewatch        |
| 489939 - | 2008 RV90                | 29 luglio 2008    | Spacewatch        |
| 489940 - | 2008 RB91                | 7 agosto 2008     | Spacewatch        |
| 489941 - | 2008 RO91                | 2 settembre 2008  | Spacewatch        |
| 489942 - | 2008 RY102               | 4 settembre 2008  | Spacewatch        |
| 489943 - | 2008 RP103               | 5 settembre 2008  | Spacewatch        |
| 489944 - | 2008 RT103               | 5 settembre 2008  | Spacewatch        |
| 489945 - | 2008 RY109               | 3 settembre 2008  | Spacewatch        |
| 489946 - | 2008 RC112               | 4 settembre 2008  | Spacewatch        |
| 489947 - | 2008 RL112               | 4 settembre 2008  | Spacewatch        |
| 489948 - | 2008 RO112               | 5 settembre 2008  | Spacewatch        |
| 489949 - | 2008 RS112               | 5 settembre 2008  | Spacewatch        |
| 489950 - | 2008 RD114               | 6 settembre 2008  | Mt. Lemmon Survey |
| 489951 - | 2008 RJ121               | 2 settembre 2008  | Spacewatch        |
| 489952 - | 2008 RA123               | 5 settembre 2008  | Spacewatch        |
| 489953 - | 2008 RH127               | 6 settembre 2008  | Spacewatch        |
| 489954 - | 2008 RR127               | 6 settembre 2008  | Mt. Lemmon Survey |
| 489955 - | 2008 RJ135               | 2 settembre 2008  | Spacewatch        |
| 489956 - | 2008 RC137               | 5 settembre 2008  | OAM               |
| 489957 - | 2008 RK137               | 5 settembre 2008  | LINEAR            |
| 489958 - | 2008 RX139               | 7 settembre 2008  | Mt. Lemmon Survey |
| 489959 - | 2008 SN6                 | 22 settembre 2008 | LINEAR            |
| 489960 - | 2008 SG8                 | 24 agosto 2008    | OAM               |
| 489961 - | 2008 SN27                | 19 settembre 2008 | Spacewatch        |
| 489962 - | 2008 SE37                | 20 settembre 2008 | Spacewatch        |
| 489963 - | 2008 SS40                | 20 settembre 2008 | Spacewatch        |
| 489964 - | 2008 SC41                | 6 settembre 2008  | CSS               |
| 489965 - | 2008 SA43                | 20 settembre 2008 | Spacewatch        |
| 489966 - | 2008 SA45                | 6 settembre 2008  | Mt. Lemmon Survey |
| 489967 - | 2008 SA46                | 20 settembre 2008 | Spacewatch        |
| 489968 - | 2008 SC54                | 20 settembre 2008 | Mt. Lemmon Survey |
| 489969 - | 2008 SE54                | 20 settembre 2008 | Mt. Lemmon Survey |
| 489970 - | 2008 SR56                | 20 settembre 2008 | Mt. Lemmon Survey |
| 489971 - | 2008 SN62                | 5 settembre 2008  | Spacewatch        |
| 489972 - | 2008 SU62                | 21 settembre 2008 | Spacewatch        |
| 489973 - | 2008 SJ77                | 24 agosto 2008    | Spacewatch        |
| 489974 - | 2008 SG88                | 20 settembre 2008 | Spacewatch        |
| 489975 - | 2008 SF93                | 21 settembre 2008 | Spacewatch        |
| 489976 - | 2008 SX93                | 21 settembre 2008 | Spacewatch        |
| 489977 - | 2008 SC104               | 21 settembre 2008 | Spacewatch        |
| 489978 - | 2008 SL105               | 7 settembre 2008  | Mt. Lemmon Survey |
| 489979 - | 2008 SC112               | 22 settembre 2008 | Spacewatch        |
| 489980 - | 2008 SA117               | 22 settembre 2008 | Mt. Lemmon Survey |
| 489981 - | 2008 SE118               | 22 settembre 2008 | Mt. Lemmon Survey |
| 489982 - | 2008 SA119               | 22 settembre 2008 | Mt. Lemmon Survey |
| 489983 - | 2008 SN120               | 6 settembre 2008  | Mt. Lemmon Survey |
| 489984 - | 2008 SL125               | 22 settembre 2008 | Mt. Lemmon Survey |
| 489985 - | 2008 ST127               | 22 settembre 2008 | Spacewatch        |
| 489986 - | 2008 SN142               | 24 settembre 2008 | Mt. Lemmon Survey |
| 489987 - | 2008 SN145               | 21 settembre 2008 | Spacewatch        |
| 489988 - | 2008 SP151               | 29 settembre 2008 | Hobart, J.        |
| 489989 - | 2008 SX152               | 3 settembre 2008  | Spacewatch        |
| 489990 - | 2008 SA156               | 23 settembre 2008 | LINEAR            |
| 489991 - | 2008 SJ161               | 28 settembre 2008 | LINEAR            |
| 489992 - | 2008 SQ164               | 22 settembre 2008 | Spacewatch        |
| 489993 - | 2008 SD168               | 30 luglio 2008    | Spacewatch        |
| 489994 - | 2008 SV176               | 23 settembre 2008 | CSS               |
| 489995 - | 2008 SN184               | 24 settembre 2008 | Mt. Lemmon Survey |
| 489996 - | 2008 ST186               | 25 settembre 2008 | Spacewatch        |
| 489997 - | 2008 SR191               | 25 settembre 2008 | Spacewatch        |
| 489998 - | 2008 SH194               | 25 settembre 2008 | Spacewatch        |
| 489999 - | 2008 ST199               | 26 settembre 2008 | Spacewatch        |
| 490000 - | 2008 SG201               | 26 settembre 2008 | Spacewatch        |